# Coco (film, 2017)
Coco är en amerikansk animerad film producerad av Pixar Animation Studios och distribuerad av Walt Disney Pictures. Filmen är regisserad av Lee Unkrich, regissören som vann en Oscar för bästa animerade film för Toy Story 3, och medregisserad av Adrian Molina. Filmen hade biopremiär den 22 november 2017 i USA och den 2 februari 2018 i Sverige. Vid Oscarsgalan 2018 belönades Coco med två Oscars för Bästa animerade film och Bästa sång ("Remember Me"). På Golden Globe-galan 2018 vann Coco för Bästa animerade film. Sången "Remember Me" skrevs av Kristen Anderson-Lopez och Robert Lopez, paret som även vann Oscar för sången "Let It Go" från Disneyfilmen Frost.

## Handling
Berättelsen i filmen utspelas i Mexiko och handlar om en 12-årig pojke vid namn Miguel Rivera. Miguel lever med en familj skomakare som hatar musik medan Miguel själv älskar musik, och hans största idol är den store musikern och sångaren Ernesto de la Cruz. I ett försök att uppträda som musiker på Día de Muertos (De dödas dag) råkar Miguel hamna i dödsriket. Där träffar han sina förfäder som låter honom återvända till den levande världen om han slutar med musik, vilket han vägrar gå med på. Så tillsammans med den bortglömde döingen Héctor bestämmer sig Miguel för att söka hjälp hos sin döde farmors morfar i stället för att kunna återvända hem till sin familj i den levande världen. Men Miguel har bara fram till gryningen på sig att återvända till den levande världen innan han blir fast i dödsriket för evigt.

## Rollista
| Karaktär             | Engelska röster         | Svenska röster           |
| -------------------- | ----------------------- | ------------------------ |
| Miguel Rivera        | Anthony Gonzalez        | Adrian Macéus            |
| Héctor               | Gael García Bernal      | Jonas Malmsjö            |
| Ernesto de la Cruz   | Benjamin Bratt          | Anders Öjebo             |
| Mamá Imelda          | Alanna Ubach            | Maria Möller             |
| Abuelita             | Renée Victor            | Kajsa Reingardt          |
| Pappa Enrique        | Jaime Camil             | Reuben Sallmander        |
| Papá Julio           | Alfonso Arau            | Philip Zandén            |
| Onkel Oscar & Felipe | Herbert Sigüenza        | Dick Eriksson            |
| Kontorist            | Gabriel Iglesias        | Per Andersson            |
| Mariachi på Plaza    | Lombardo Boyar          | Kim Sulocki              |
| Gustavo              | Mauro Scocco            |                          |
| Mamá Coco            | Ana Ofelia Murguía      | Mia Benson               |
| Frida Kahlo          | Natalia Cordova-Buckley | Rachel Mohlin            |
| Tant Rosita          | Selene Luna             | Lizette Pålsson          |
| Chicharrón           | Edward James Olmos      | Johan Hedenberg          |
| Mamma Luisa          | Sofía Espinosa          | Tove Edfeldt             |
| Gränsvakt            | Carla Medina            | Mikaela Tidermark Nelson |
| Tant Victoria        | Dyana Ortellí           | Sharon Dyall             |
| Onkel Berto          | Luis Valdez             | Göran Berlander          |
| Don Hidalgo          | Philip Zandén           |                          |
| Konferencier         | Blanca Araceli          | Eva Dahlgren             |
| Dörrvakt             | Salvador Reyes          | Johan Hedenberg          |
| Skrivbordspolis      | Cheech Marin            | Göran Berlander          |
| Gränsvakt            | Octavio Solis           | Dick Eriksson            |
| Juan Ortodoncia      | John Ratzenberger       |                          |